# Albin Jansson
Albin „Abbe“ Jansson (9. října 1897 Stockholm – 22. března 1985 Göteborg) byl švédský reprezentační hokejový brankář.
V roce 1920 byl členem Švédské hokejové týmu, který skončil čtvrtý na Letních olympijských hrách. Odehrál jeden zápas jako brankář.